# Église Santa Maria della Spina (Pise)
L'église Santa Maria della Spina est une petite église italienne de style gothisant, située dans la ville de Pise, en Toscane.

## Localisation
L'église est située à Pise, sur la rive gauche de l'Arno, au centre de la ville.
L'édifice est situé sur la partie du quai qui domine le fleuve, le lungarno Gambacorti, à proximité du ponte Solferino. Cependant, il s'agit du seul édifice construit sur ce côté du lungarno : il est séparé du reste des bâtiments du sud de Pise par la route.

## Architecture

### Extérieur

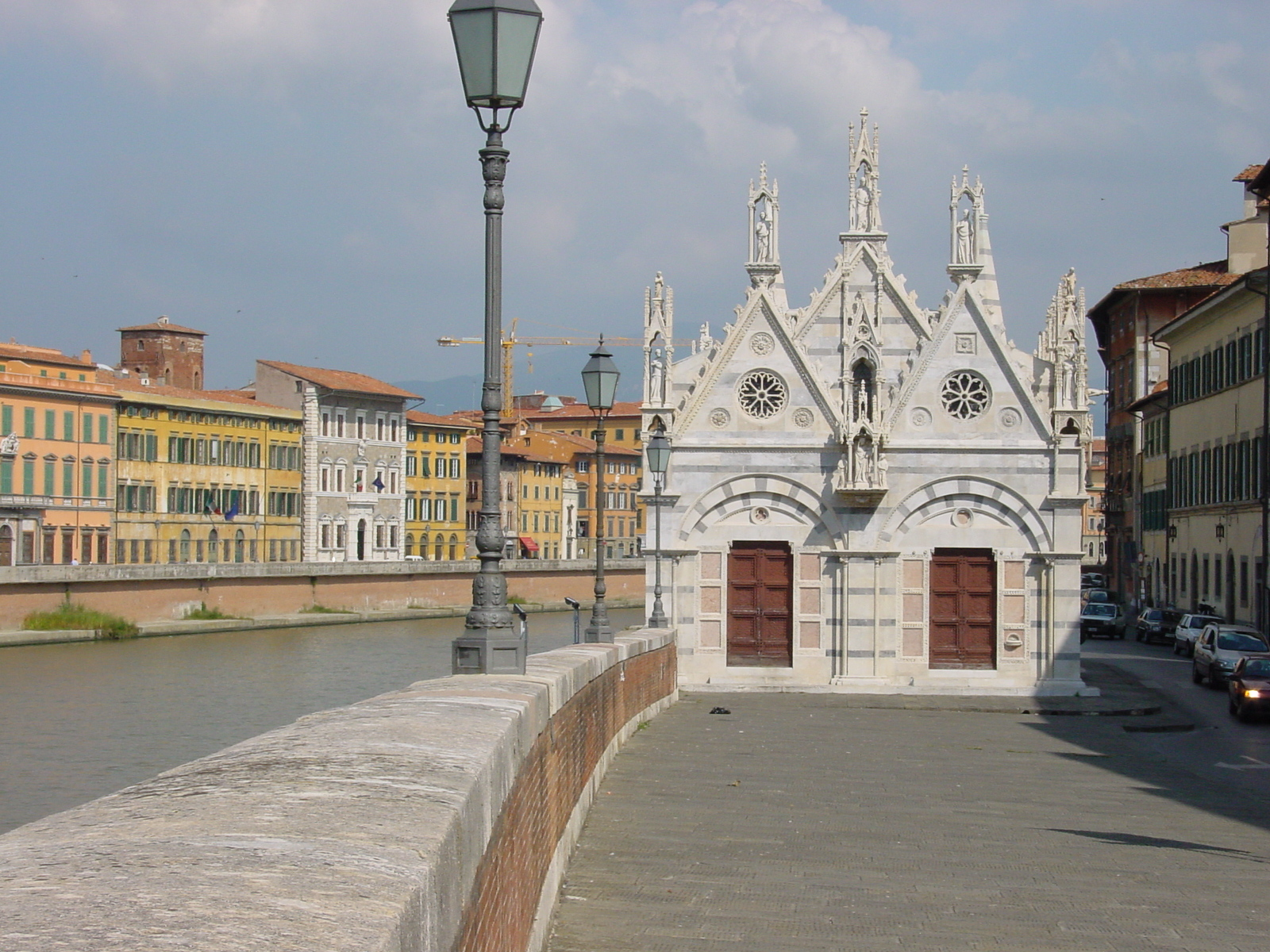
Façade de l'église, vue du côté ouest.

L'église, de plan rectangulaire, est un édifice de style gothique. L'extérieur est intégralement composé de marbre, en bandes polychrome, marqué par des colonnes, des rosaces et des statues composées par les principaux artistes pisans du XIVe siècle (dont Lupo di Francesco, Andrea Pisano, Nino Pisano, Tommaso Pisano et Giovanni di Balduccio).
La façade possède deux porches possédant des arches en linteau, décorées des statues de la Vierge à l'Enfant et deux anges attribués à Giovanni Pisano. Deux niches, dans la partie haute de la façade, hébergent les statues du Christ et de deux autres anges. 
Le côté droit est également richement décoré, avec treize statues des Apôtres et du Christ, provenant de l'atelier de Lupo di Francesco. Les petites sculptures des saints et des anges, au-dessus du tympan, proviennent de l'atelier de Nino Pisano, tandis que la niche du pilier droit comporte une Vierge à l'Enfant de Giovanni di Balduccio. 
Le chevet possède trois arches rondes décorées de fenêtres simples. Le tympan est décoré avec les symboles des Évangélistes, séparés par des niches comportant les statues de saint Pierre, saint Paul et saint Jean-Baptiste.

### Intérieur

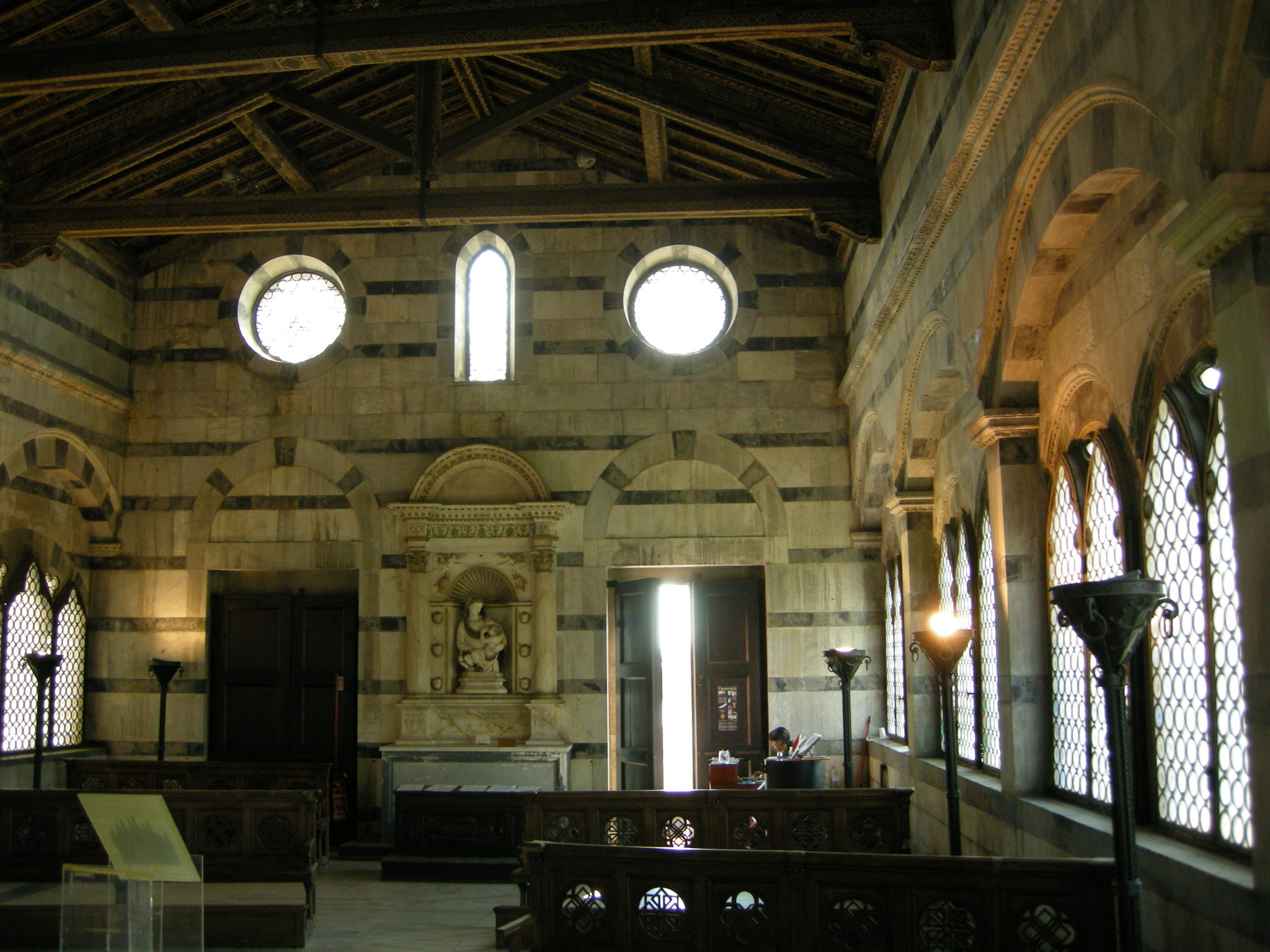
Intérieur de l'église.

Par rapport à l'extérieur, l'intérieur de l'église est relativement simple. L'église comporte un seul espace dont le plafond a été peint pendant la reconstruction de l'église au XIXe siècle. Le centre du presbytère comporte une sculpture de la Vierge à la rose, d'Andrea et Nino Pisano. Le tabernacle de Stagio Stagi (1534) est placé sur le mur de gauche.

## Historique
Ce bâtiment de marbre blanc, à l'origine un simple oratoire érigé en 1230, fut reconstruit vers 1322-1326 à l'initiative de la famille des Gualandi par l'architecte contremaître  Lupo di Francesco et s'appela alors Santa Maria di Pontenovo ; le nom de Spina (épine) lui fut préféré en 1333 quand une épine dite de la couronne du Christ y fut apportée. 
En 1871, l'église fut démontée et reconstruite à un endroit plus élevé en raison des infiltrations et inondations causées par l'Arno, tout proche, qui la menaçaient. Cette opération entraîna toutefois de légers dommages à l'édifice.